# Pla Gran (Lladurs)
El Pla Gran és un pla amb camps de cultiu l'extrem occidental del qual pertany al poble de Castellar de la Ribera, al municipi del mateix nom i la resta al poble de Montpol (Lladurs). Està situat entre la masia de Purgimon (al nord) i el Club de Golf Ribera Salada (a l'est).